# Гражданская волость
Гражданская волость — волость в составе Ленинского уезда Московской губернии РСФСР. Существовала с 1922 до 1929 года. Центром волости были деревня Белгородок (1923) и сельцо Маклаково (1924—1926).
Образована в 1922 году слиянием Белгородской и Ново-Семенковской волостей, ранее входивших (до 1921 года) в состав Тверской губернии.
В 1923 году в волости было 17 сельсоветов, после их укрупнения и реорганизации к 1929 году осталось 9 сельсоветов: Башаринский, Бобровниковский, Бреховский, Волковский, Жуковский, Игумновский, Озаровский, Рослятинский и Стрельчихинский.
По материалам Всесоюзной переписи 1926 года численность населения 91 населённого пункта волости составила 8288 человек (3667 мужчин, 4621 женщин), насчитывалось 1893 хозяйства, среди которых 1520 крестьянских. В деревнях Белгородок, Брехово, Вутырки, Волкуша, Никулино, Новое Никитино, Плосское, Стрельчиха, Хотилово, Шепелиха, в селе Белом и сельце Маклаково имелись школы 1-й ступени.
В ходе реформы административно-территориального деления СССР в 1929 году Гражданская волость была упразднена, а её территория вошла в состав Ленинского района Кимрского округа Московской области.